# Tipp3
tipp3 ist ein österreichischer Anbieter von Sportwetten und ein Produkt der Österreichische Sportwetten Ges.m.b.H.

## Struktur und Geschichte
Die Österreichische Sportwetten Gesellschaft m.b.H. wurde im April 2000 gegründet, der erste Wettschein wurde am 24. August 2001 gespielt. Seither hat sich das Unternehmen, mit den Eigentümern Österreichische Lotterien Ges.mb.H. (56 %), Mediaprint Zeitungs- und Zeitschriftenverlag Ges.m.b.H. & Co KG (26 %) und der Bundesländerverlage Beteiligungsges. m.b.H. (18 %), in seinem Bereich zum führenden Sportwettenanbieter in Österreich entwickelt. Das Unternehmen hält in allen neun Bundesländern Konzessionen für die Durchführung von Sportwetten, die nicht unter das Glücksspielmonopol fallen.
Das Wettangebot wird unter der Marke tipp3 in rund 3300 Trafiken und Annahmestellen, über die tipp3 Trafik-App sowie online via tipp3.at angeboten. Die Teilnahme an Wetten ist ab einem Mindestalter von 18 Jahren möglich.
Von 2008 bis 2014 war tipp3 der Titelsponsor der österreichischen Fußball-Bundesliga. Heute ist tipp3 Premiumpartner der österreichischen Fußballnationalmannschaft. Markenbotschafter ist der österreichische Teamchef Ralf Rangnick.